# Pirunsaari (ö i Birkaland, Södra Birkaland)
Pirunsaari är en ö i Finland. Den ligger i sjön Mallasvesi och i kommunen Valkeakoski i den ekonomiska regionen  Södra Birkaland och landskapet Birkaland, i den södra delen av landet, 130 km norr om huvudstaden Helsingfors. Öns area är 1,8 hektar och dess största längd är 260 meter i öst-västlig riktning.